# Amorfo
Amorfo (del griego, prefijo a, negación, y la palabra morfo, forma; literalmente, sin forma.) es una de las estructuras que pueden adoptar los materiales en estado líquido, sólido y estado gaseoso.
Mientras que los materiales cristalinos y, en menor medida, los semicristalinos presentan un patrón regular y repetitivo de átomos o iones formado de estructuras tridimensionales periódicas, los materiales amorfos presentan un patrón uniformemente deformado o estructura cristalina retroactiva, es decir, no tienen un ordenamiento periódico. Algunos ejemplos son el vidrio y determinados materiales plásticos. 